# Adolph Kolatschek
Gustav Friedrich Adolph Kolatschek, auch Kollatschek, Kolaczek oder Kollaczek (* 7. Mai 1821 in Bielitz, Teschener Schlesien, Herzogtum Ober- und Niederschlesien; † 16. Dezember 1889 in Wien), war ein österreichischer Lehrer, Politiker, Herausgeber, Publizist, Schriftsteller und Journalist. Während der Deutschen Revolution 1848/1849 wurde er für den Bezirk Ostrau als Abgeordneter in die Frankfurter Nationalversammlung gewählt, wo er der äußersten politischen Linken angehörte.  

## Leben
Kolatschek stammte aus einer schlesisch-evangelischen Familie in Bielitz-Biala. Als möglicher Vater wird in der biografischen Literatur Karl Kolatschek († 15. April 1850) genannt, ein Lehrer, Kantor und Organist an der evangelischen Schule zu Biala. Nach dem Besuch der evangelischen Schule in Biala besuchte Kolatschek fünf Jahre das protestantische Gymnasium zu Teschen, dann das evangelische Lyzeum in Pressburg. In Wien studierte er anschließend Rechtswissenschaften. Nach dem Studium bereiste er Deutschland und die Schweiz. Nach seiner Rückkehr heiratete er im Herbst 1845. Nachdem er eine Weile als Privatmann in Biala gelebt hatte, promovierte er 1847 an der Universität Wien zum Dr. phil. Im Juridisch-Politischen Leseverein lernte Kolatschek den Dichter Friedrich Hebbel kennen, für dessen Tochter er neben Elise Lensing eine Taufpatenschaft übernahm. 1847 erhielt er am Akademischen Gymnasium Teschen eine Anstellung als Lehrer für Philosophie und Geschichte, zunächst als Hilfslehrer, dann als ordentlicher Professor.
Im Frühjahr 1848 kandidierte Kolatschek für die Wahlen zur Frankfurter Nationalversammlung und wurde im Wahlbezirk Polnisch Ostrau als Abgeordneter und im Bezirk Teschen als Ersatzmann gewählt. Zuvor hatte er in Bielitz den großdeutsch gesinnten, radikaldemokratischen Strömungen zuzurechnenden Demokratischen Verein gegründet und führte ihn an. In der Nationalversammlung gehörte er der politischen Linken (Donnersberg-Fraktion, Centralmärzverein) und auch noch dem im Juni 1849 in Stuttgart tagenden Rumpfparlament an.
1849, nach dem Scheitern der Revolution, floh er an den Genfersee. Danach lebte er in Zürich und gab von dort aus ab Januar 1850 in der Hoffmann’schen Verlags-Buchhandlung in Stuttgart die Deutsche Monatsschrift für Politik, Wissenschaft, Kunst und Leben heraus. Das Blatt widmete sich einem breiten intellektuellen Themenspektrum und profilierte sich in der Reaktionsära als Zentralorgan der Opposition in Deutschland. In dieser Zeitung veröffentlichten unter anderem Heinrich Bernhard Oppenheim, Julius Wiggers, Franz Raveaux, Carl Vogt, Ludwig Simon, Ludwig Bamberger, Karl Fortlage, Heinrich Albert Oppermann, Heinrich Heine, Friedrich Hebbel, Richard Wagner, Carl Nauwerck, Sigmund Engländer, Karl Hagen, Gottfried Kinkel, Arnold Ruge, Johann Jacoby, Bernhard Eisenstuck, Johannes Scherr, Karl Mayer, Friedrich Wilhelm Schulz, Reinhold Solger und Alexander Iwanowitsch Herzen. Hauptmitarbeiter war Heinrich Deinhardt. Das Blatt wurde von Staatsorganen des Königreichs Württemberg überwacht und am 18. November 1850 in Preußen verboten. Es verlegte seinen Sitz 1851 nach Bremen zum Verlag von Carl Schünemann, wo es am Ende desselben Jahres sein Erscheinen einstellte.
Kolatschek traf Richard Wagner im Sommer 1850 in Zürich. In seiner Autobiografie beschrieb ihn der Komponist als „bürgerlich nicht unelegant, aber langweilig“. Wagner war gleichwohl fast geschmeichelt, „von ihm als Schriftsteller beachtet“ zu werden. Aus Paris hatte er Kolatschek bereits die Abhandlung Kunst und Klima zur Veröffentlichung zugesandt. In Zürich nahm Kolatschek auch noch Auszüge aus der unpublizierten Schrift Oper und Drama für eine Veröffentlichung in der Deutschen Monatsschrift an.
Nach einem vorübergehenden Aufenthalt in Paris schiffte sich Kolatschek am 30. September 1853 nach New York City ein, nachdem die österreichische Regierung einen Steckbrief gegen ihn erlassen hatte. In New York wurde er zunächst Mitarbeiter der Tageszeitung The New York Times, dann der Evening Post, wo er unter dem Pseudonym Wm. Bryant schrieb. 1855 begann er die Herausgabe der deutschsprachigen Zeitung Deutsche Monatshefte (früher Mayer’sche Monatshefte) und bereiste die Vereinigten Staaten.
Anfang 1856 reiste er zurück nach Europa und wirkte ab April des Jahres als Auslandskorrespondent der Evening Post  und des Magazins The Journal of Commerce (beide in New York City) sowie des Blatts Pennsylvanian (Philadelphia) in Paris. Gleichzeitig war er in dieser Zeit Leitartikler des Hamburger Wochenblattes Das Jahrhundert.
Nachdem Kaiser Franz Joseph I. 1857 eine politische Amnestie erlassen hatte, kehrte Kolatschek zu seiner Familie nach Wien zurück, wo er bis 1858 für das Jahrbuch Unsere Zeit der Brockhaus-Enzyklopädie kleinere literarische Arbeiten über Amerika schrieb. 1858 begann er mit der Herausgabe der Stimmen der Zeit, welche zunächst als Wochen-, dann bis Anfang 1862 als Monatsschrift für Politik und Literatur in Gotha und Leipzig erschienen. 1859 ließ er sich in Wien als Bevollmächtigter des US-amerikanischen Unternehmers Hiram Hutchinson registrieren. 1862 begründete er in Wien das politische Tageblatt Der Botschafter, das er zusammen mit Julius Fröbel bis 1865 herausgab. Im Druck erschien 1864 sein Vortrag Die Stellung der Frauen in Amerika.
Als Frankfurter Bürger 1859 das Freie Deutsche Hochstift gegründeten, wurde er zum Ehrenmitglied ernannt. 1861 engagierte er sich als Presbyter und stellvertretender Vorsitzender der evangelischen Gemeinde A. B. in Wien. Im Mai 1864 wurde er zum Mitglied des Wiener Gemeinderats gewählt. Dort war er mehrere Jahre politisch tätig. Insbesondere setzte er sich für die Gründung einer Anstalt zur Fortbildung der Lehrer ein, die ab 1868 als Städtisches Lehrer-Pädagogium Wien konkrete Gestalt annahm. 1886 verfasste er darüber eine Abhandlung, die sich kritisch mit dem Direktorat von Friedrich Dittes auseinandersetzte. Mit Otto Willmann verfasste er 1869 die Schrift Der neue „Entwurf eines Volksschulgesetzes“. 1875 fungierte er als Herausgeber des Wirtschaftsmagazins Der oesterreichische Oekonomist. In Wien gehörte er bis zu seinem Tod im Alter von 68 Jahren dem Goethe-Verein an.